# 과천대로

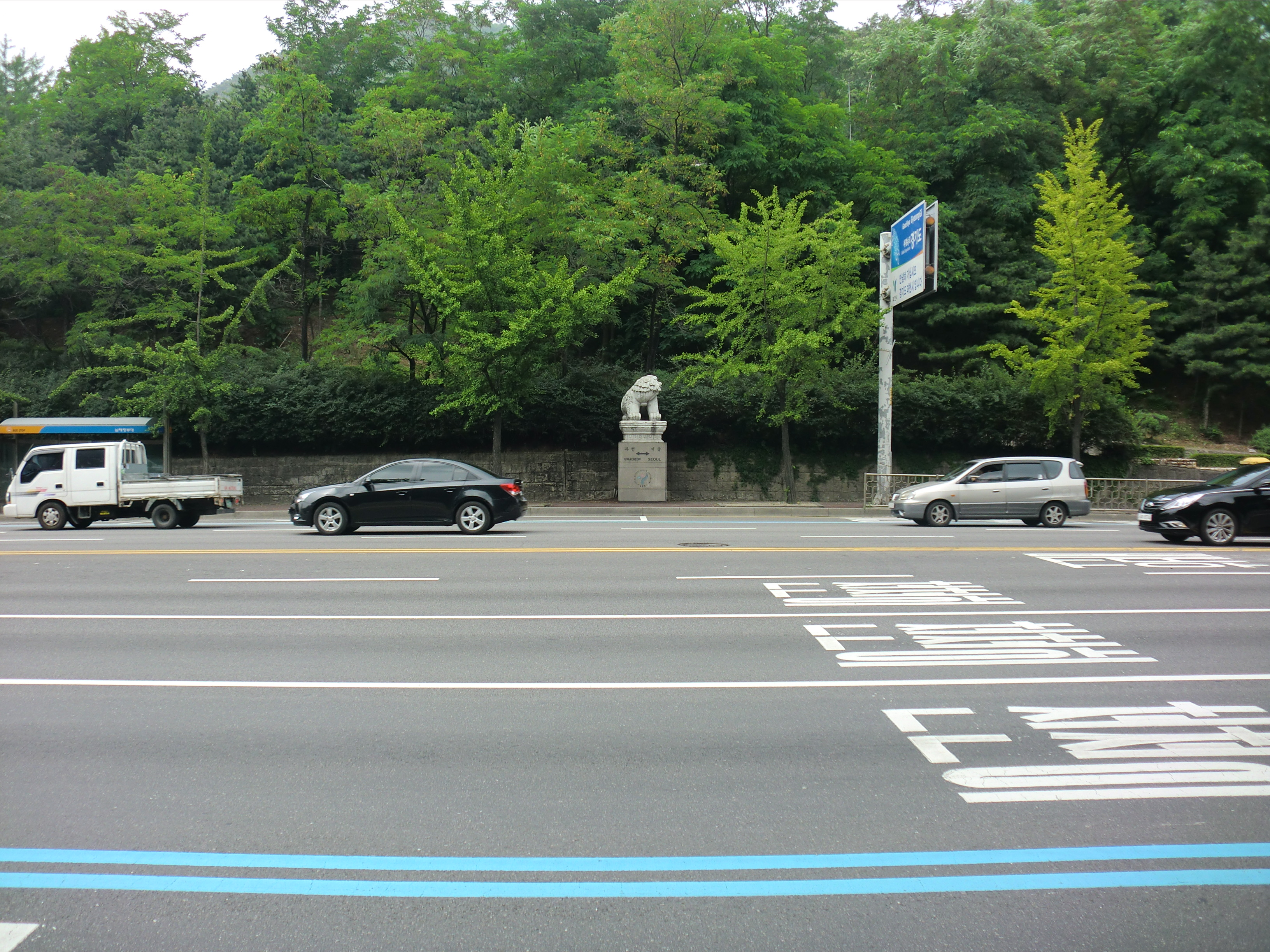
서울특별시 서초구와 경기도 과천시 경계에 설치된 표지석

과천대로(果川大路, Gwacheon-daero)는 경기도 안양시 동안구 관양동 인덕원사거리와 경기도 과천시를 거쳐 서울특별시 관악구 남현동 사당역사거리를 잇는 도로이다.
2009년 이전까지 관문사거리부터 남태령 시계까지는 남태령로로 불렸다.
인덕원사거리부터 관문사거리까지는 국도 제47호선의 역할을 하고, 그중 과천 나들목부터 상아벌지하차도까지는 지방도 제309호선으로 지정되었다. 수원, 안양지역 및 경기도 남부지역에서 서울특별시로 가기 위한 최단 교통로이며, 이러한 중요성으로 인해 1996년 7월 이전에는 이 도로를 통해 국도 제47호선이 서울로 이어졌다.

## 역사
- 2009년 7월 10일 : 2개 이상 시·도에 걸쳐 있는 도로로 과천대로를 고시[1]

## 주요 경유지
경기도
- 안양시 동안구 관양동 - 과천시 (갈현동 · 문원동 · 막계동 · 과천동)

서울특별시
- 관악구 남현동 / 서초구 방배동

## 노선
| 이름                        | 접속 노선                                       | 소재지              | 소재지              | 비고                                                        |
| 흥안대로와 직결             | 흥안대로와 직결                                 | 흥안대로와 직결     | 흥안대로와 직결     | 흥안대로와 직결                                             |
| --------------------------- | ----------------------------------------------- | ------------------- | ------------------- | ----------------------------------------------------------- |
| 인덕원사거리                | 국가지원지방도 제57호선 (관악대로) (안양판교로) | 안양시              | 동안구              | 국도 제47호선 구간                                          |
| (갈현동부대앞)              | 갈현로 벌말로 삼현로                            | 과천시              | 갈현동              | 국도 제47호선 구간                                          |
| 갈현삼거리                  | 중앙로 찬우물로                                 | 과천시              | 갈현동              | 국도 제47호선 구간                                          |
| 과천 나들목                 | 지방도 제309호선 (봉담과천로) 코오롱로          | 과천시              | 문원동              | 국도 제47호선 구간 지방도 제309호선 구간                    |
| (이름 없음)                 | 문원로                                          | 과천시              | 문원동              | 국도 제47호선 구간 지방도 제309호선 구간 상행 진출입만 가능 |
| 대공원입구                  | 지방도 제309호선 (우면산로) 대공원대로          | 과천시              | 과천동              | 국도 제47호선 구간 지방도 제309호선 구간                    |
| 관문사거리 (남태령지하차도) | 국도 제47호선 (중앙로)                          | 과천시              | 과천동              | 국도 제47호선 구간                                          |
| 남태령                      |                                                 | 과천시              | 과천동              | 해발 183m                                                   |
| 남태령                      | 서울특별시                                      | 서:관악구 동:서초구 |                     | 해발 183m                                                   |
| 남태령역                    | 서울특별시                                      | 서:관악구 동:서초구 | 전원말길            |                                                             |
| 사당 나들목                 | 서울특별시                                      | 서:관악구 동:서초구 | 강남순환로          |                                                             |
| 사당역사거리                | 서울특별시                                      | 서:관악구 동:서초구 | 남부순환로 동작대로 |                                                             |
| 동작대로와 직결             |                                                 |                     |                     |                                                             |

## 주요 건물 및 시설
- 과천동주민센터 (경기도 과천시 과천대로 608-17)
- 남태령역 (서울특별시 서초구 과천대로 지하816)
- 서울전자고등학교 (서울특별시 서초구 과천대로 852-23)
- CJ오쇼핑 (서울특별시 서초구 과천대로 870-13)
- 홈플러스 서울남현점 (서울특별시 관악구 과천대로 909)

## 같이 보기
- 남태령
- 서울대공원